# 転び公妨
転び公妨（ころびこうぼう）とは、警察官などの捜査官が被疑者に公務執行妨害罪（公妨）や傷害罪などを巧みに適用して現行犯逮捕する行為。「当たり公妨」とも呼ばれる。別件逮捕の口実とされることが多い。

## 概要
名称の由来は、警察官が被疑者に突き飛ばされたふりをし、自ら転倒または体当たりして対象者に公務執行妨害罪を適用し逮捕することからきている。主に公安警察の捜査手法として用いられることが多く、不当逮捕・冤罪の温床になっていると法曹関係者からも批判されている。
特に第三者から見られないような状況を選んで、触れてもいないのに暴行を受けたと言いがかりを付けて、無理に逮捕するなどの事例が存在する。
これは警察官が不審と感じたにもかかわらず「逮捕・勾留するためには証拠が不十分」である被疑者を、警察官自らの演技・虚言によって「公務執行妨害罪」などを適用できる状況を作り上げ、それを口実に（別件で）逮捕・勾留するのである。あまりにも軽微な罪なので、逮捕容疑で送検まで至ることはほとんどない。また送検されたとしても、それ自体では、不起訴または起訴猶予処分になることが多い。

## 手口
- 捜査官が被疑者の傍で自ら転倒する
- 捜査官が被疑者の体に自ら触れ、大げさに痛がったり転倒する
- 捜査官が被疑者を挑発する言動を行ない、被疑者が大声を張り上げたり、体を動かしたら自ら転倒する
- 軽微な罪または身に覚えのない罪で家宅捜索を行い、被疑者宅内を掻き回し、被疑者が怒ったときに自ら転倒したりする

## 転び公妨が用いられることが多い捜査・事例
- 公安捜査

特に政治団体への捜査
- 行き詰まった捜査

対象容疑で家宅捜索などができないとき、事実上の別件逮捕で家宅捜索を行ったりする
- 検問時に検挙をした際に被疑者に対し任意同行または任意出頭を求め、当の被疑者がそれを拒んだとき

実力で抵抗されてさえいないのに公務執行妨害として連行することがある
デモ活動の参加者が、公務執行妨害罪容疑で逮捕され、転び公妨、不当逮捕であるとして批判されることがあり、また、公安警察官や機動隊員に抗議したところ、公務執行妨害とされ逮捕される事例がある。
「暴行を受けたと主張する警察官」と「目撃した同行の警察官」の、その瞬間に関する証言が違い、“暴行した事実の存在自体が疑われる”として、2007年9月に無罪判決が出たと報じられたことがある。また、警察官の職務質問から立ち去ろうとしたときに警察官が転倒し公務執行妨害で逮捕され、転び公妨ではないかとの主張が週刊金曜日により伝えられた。

### オウム真理教捜査
公務執行妨害罪容疑での逮捕は、特に地下鉄サリン事件以降オウム真理教（Aleph）の信徒など関係者に多用され、元オウム真理教幹部の井上嘉浩は松本智津夫裁判において元オウム信者の警視庁巡査長から電話で「自分の方からオウムの信者にぶつかってもいいから、とにかく信者を公妨で捕まえろと指示された。気をつけて」と連絡を受けたこと、「いきなり警官がぶつかってきて」公務執行妨害容疑で逮捕されたことを証言した。
森達也の記録映画『A』にはオウム信徒の一人が職務質問から逃れようとする際に警察官と共に倒れ込み、公務執行妨害容疑で逮捕される様子が撮影されており、「転び公妨」による逮捕の瞬間を写した映像とされている。これは、8月9日にオウムが公安審査会に意見書を出した直後の出来事である。
森は「公安警察がマスコミを不当逮捕を見逃す存在として認識していたから、彼ら（警察）は撮られることを意に介さなかったのだ」と推測している。その当時は、オウム真理教の関係者だというだけで退去運動や住民票の転入届の不受理が行われたように、世論もオウム関係者に対し攻撃的な状況であった。
森は、被疑者として逮捕された信徒の弁護士からビデオテープを証拠として法廷に提出するように求められ、迷った挙句に応じ、その信徒は無罪となった。なお映像の中で、信徒に暴行を加えたように見えた公安警察官も、後に特別公務員暴行陵虐罪で告訴されたが、映像の見方によっては暴行を加えたかのように見受けられるものの、結局、無罪判決が下された。